# Milizia volontaria anticomunista

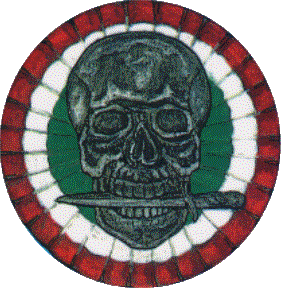
Embleem van het Italiaanse MVAC

Milizia volontaria anticomunista (Nederlands: Vrijwillige Anticommunistische Militie), afgekort als MVAC, was een Italiaanse paramilitaire formatie tijdens de Tweede Wereldoorlog. De MVAC ondernam actie tegen het verzet van partizanen. De paramilitaire eenheden waren niet alleen actief in Italië. In de door Italië bezette gebieden werden eveneens MVAC-formaties opgericht. De eerste eenheid van de Vrijwillige Anticommunistische Militie in zulk bezet gebied werd geformeerd in Dalmatië in juni 1942. Echter, al vanaf de herfst 1941 werden door de bezetter gelijksoortige eenheden - onder andere namen - geïnitieerd in Montenegro en in Bosnië en Herzegovina.

## Slovenië
Op 6 augustus 1942 gaf generaal Mario Robotti het bevel tot de oprichting van een Sloveense "Milizia volontaria anticomunista", die streed tegen het Sloveens Bevrijdingsfront.
De organisatie van de militie vond haar weerslag in dorpswachten. Doorgaans bestond er een eenheid per dorp. Grotere eenheden waren de doodseskaders (Nederlands: Legioen van de dood, Sloveens: Legija smrti), bestaande uit drie bataljons. De effectiviteit van deze eskaders was beperkt, omdat de lokale eenheden onder gezag van de reguliere Italiaanse troepen stonden en niet onder het gezag van de militaire top van MVAC. Enkele eenheden van MVAC vochten als Arditi, vaak als gidsen en tolken in reguliere Italiaanse bezettingstroepen.
In juli 1943 telde MVAC in de gebieden van het huidige Slovenië 6134 manschappen. Deze hielden 107 standplaatsen. In de doodseskaders bevonden zich 953 personen, terwijl 117 als Arditi dienden.